# عزة سامي
عزة سامي نائب رئيس تحرير جريدة الأهرام وعملت بوكالة أنباء الشرق الأوسط سابقا. اشتهرت بشكر نتنياهو بالاسم لخوضه العدوان على غزة مبدية امتنانها كي « يقضي على حماس ». توفيت في أواخر رمضان من ذات السنة (2014م) إثر مرض مفاجئ أثناء العدوان.